# Митюково (Медведевский район)
Митюково (мар. Митиксола) — деревня в Медведевском районе Республики Марий Эл. Входит в состав Руэмского сельского поселения.

## География
Находится у южной границы районного центра поселка Медведево.

## История
Возникла в конце XVIII века, название дано по имени одного из братьев-основателей. Впервые упоминается в 1859 году как деревня из 13 дворов, с населением 100 человек. В советское время работал колхоз имени Сталина и сельхозопытная станция.

## Население
Население составляло 166 человек (мари 71 %) в 2002 году, 196 в 2010.